# Bash at the Beach 1996
Bash at the Beach 1996 fu un evento in pay per view della federazione di wrestling statunitense WCW; si svolse il 7 luglio 1996	presso l'Ocean Center di Daytona Beach, Florida, Stati Uniti.
L'evento rimase negli annali del wrestling per lo storico turn heel di Hulk Hogan e la nascita del New World Order (nWo), che contribuì enormemente al successo della WCW nella seconda metà degli anni novanta.

## Descrizione
Prima dell'inizio ufficiale dell'evento, Jim Powers sconfisse Hugh Morrus in un dark match non trasmesso in tv. In incontri registrati per WCW Main Event, The Steiner Brothers (Rick Steiner & Scott Steiner) sconfissero per squalifica i campioni WCW World Tag Team Harlem Heat (Booker T & Stevie Ray), Bobby Walker sconfisse Billy Kidman, The Rock 'n' Roll Express (Ricky Morton & Robert Gibson) sconfissero Fire and Ice (Scott Norton & Ice Train), infine Eddie Guerrero sconfisse Lord Steven Regal.
Il primo match del ppv fu quello tra Psychosis e Rey Misterio Jr. Misterio sconfisse Psychosis dopo un volo acrobatico dal sostegno, schienandolo per la vittoria.
Il secondo match fu un Carson City Silver Dollar Match tra John Tenta e Big Bubba (accompagnato dal manager Jimmy Hart). Attaccato a uno dei sostegni del ring c'era un alto palo di ferro, con in cima un sacchetto contenente delle monete d'argento. Alla fine del match, fu Tenta a prevalere dopo aver colpito Bubba con il sacchetto dei dollari.
Il terzo match fu un Taped Fist Match tra Diamond Dallas Page e Jim Duggan con in palio l'anello di Page. Dallas Page colpì Duggan con la sua mossa finale "Diamond Cutter", e poi lo schienò riconquistando il suo anello.
Il quarto match fu un Double Dog Collar Match che vide contrapposti The Nasty Boys (Brian Knobs & Jerry Sags) e Public Enemy (Rocco Rock & Johnny Grunge). Rock era legato a Sags, mentre Grunge lo era a Knobs. Alla fine Sags colpì Rock con la catena del collare, e lo schienò dando la vittoria ai Nasty Boys.
Il quinto match fu tra Dean Malenko e Disco Inferno per il titolo WCW Cruiserweight Championship. Malenko dominò l'incontro, vincendo per sottomissione dell'avversario, mantenendo il titolo.
Steve McMichael affrontò Joe Gomez nel sesto incontro in programma. Quando Gomez saltò dalle corde, McMichael lo afferrò al volo ed eseguì su di lui un Tombstone Piledriver. McMichael schienò Gomez per la vittoria.
Il settimo match vide Ric Flair, accompagnato da Miss Elizabeth e Woman, scontrarsi con Konnan per il titolo WCW United States Heavyweight Championship. Nel finale dell'incontro, Konnan tentò di schienare Flair, ma Elizabeth distrasse l'arbitro, e Woman colpì Konnan con una delle sue scarpe con il tacco a spillo. Quindi Flair schienò Konnan in maniera irregolare appoggiando entrambi i piedi sulle corde, ma l'arbitro non si accorse della cosa e decretò la vittoria di Ric Flair che vinse il titolo.
L'ottavo match fu il tag team match The Giant & The Taskmaster contro Arn Anderson & Chris Benoit. The Giant e The Taskmaster attaccarono Anderson e Benoit già durante la loro entrata nell'arena. McMichael colpì The Giant con una valigetta di metallo facendolo crollare nel backstage. Questo permise a Benoit & Anderson di lottare 2 contro 1 affrontando The Taskmaster. Il match partì ufficialmente quando The Giant salì sul ring. The Giant eseguì una chokeslam, schienando Anderson per la vittoria, e poi tornò nel backstage.
Il main event, presentato come "Hostile Takeover Match" dai commentatori, era un Six-man tag team match che vedeva scontrarsi The Outsiders (Kevin Nash & Scott Hall) più un partner misterioso, con Randy Savage, Sting, & Lex Luger. Gli Outsiders arrivarono senza il partner misterioso annunciato, affermando però che egli si trovava nell'edificio, anche se avevano deciso che potevano cavarsela da soli. Luger e Hall iniziarono il match. Verso la fine dell'incontro, arrivò a sorpresa Hulk Hogan mentre Nash & Hall scendevano velocemente dal ring. Con grande sbigottimento del pubblico, il favorito dai fan Hogan colpì Savage con due Atomic Legdrop, rivelando quindi di essere il partner "misterioso" degli Outsiders. A questo punto, Nash e Hall tornarono sul ring per celebrare con lui la nuova alleanza mentre il pubblico inferocito gettava cartacce sul ring. Il match terminò ufficialmente in no contest quando Hogan gettò fuori dal ring l'arbitro per ben tre volte e colpì nuovamente Savage con un altro Atomic Legdrop. Gene Okerlund salì sul ring per chiedere a Hogan perché avesse deciso di voltare le spalle ai suoi fan e come avesse potuto allearsi con degli individui spregevoli e malvagi come Hall & Nash. Hogan dichiarò spavaldamente al microfono che loro tre erano da considerarsi "il futuro del wrestling" e "il nuovo ordine mondiale del wrestling". Inoltre, Hogan giustificò le sue azioni dicendo di essere stufo della WCW e dei fan stessi, specialmente da quando avevano iniziato a criticarlo fin da quando era entrato nella compagnia nel 1994. Nacque così ufficialmente la stable New World Order (nWo).

## Risultati
| N.         | Match | Stipulazione                                                   | Durata |
| ---------- | --- | -------------------------------------------------------------- | ------ |
| Dark match | Jim Powers ha sconfitto Hugh Morrus | Single match                                                   | 04:23  |
| Pre-show   | The Steiner Brothers (Rick Steiner e Scott Steiner) hanno sconfitto Harlem Heat (Booker T e Stevie Ray) (c) (con Col. Robert Parker) per squalifica | Tag team match per i WCW World Tag Team Championship           | 05:01  |
| Pre-show   | Bobby Walker ha sconfitto Billy Kidman | Single match                                                   | 02:00  |
| Pre-show   | The Rock 'n' Roll Express (Ricky Morton e Robert Gibson) hanno sconfitto Fire and Ice (Scott Norton e Ice Train)                                    | Tag team match                                                 | 02:08  |
| Pre-show   | Eddie Guerrero ha sconfitto Lord Steven Regal | Single match                                                   | 03:38  |
| 1          | Rey Misterio Jr. ha sconfitto Psychosis | Single match                                                   | 15:18  |
| 2          | John Tenta ha sconfitto Big Bubba (con Jimmy Hart)                                                                                                  | Carson City Silver Dollar match                                | 09:14  |
| 3          | Diamond Dallas Page ha sconfitto Jim Duggan | Taped Fist match                                               | 05:39  |
| 4          | The Nasty Boys (Brian Knobbs e Jerry Sags) hanno sconfitto Public Enemy (Rocco Rock e Johnny Grunge)                                                | Double Dog Collar match                                        | 11:25  |
| 5          | Dean Malenko (c) ha sconfitto Disco Inferno | Single match per il WCW Cruiserweight Championship             | 12:04  |
| 6          | Steve McMichael (con Queen Debra) ha sconfitto Joe Gomez                                                                                            | Single match                                                   | 06:44  |
| 7          | Ric Flair (con Miss Elizabeth e Woman) ha sconfitto Konnan (c)                                                                                      | Single match per il WCW United States Heavyweight Championship | 15:39  |
| 8          | The Giant e The Taskmaster hanno sconfitto Arn Anderson e Chris Benoit                                                                              | Tag team match                                                 | 07:59  |
| 9          | The Outsiders (Kevin Nash e Scott Hall) e Hulk Hogan vs. Randy Savage, Sting e Lex Luger termina in un no contest                                   | Six-man tag team match                                         | 16:55  |

Altre personalità presenti
| Ruolo          | Nome:                |
| -------------- | -------------------- |
| Commentatori   | Bobby Heenan         |
| Commentatori   | Dusty Rhodes         |
| Commentatori   | Tony Schiavone       |
| Commentatori   | Mike Tenay           |
| Arbitri        | Randy Anderson       |
| Arbitri        | Randy Eller          |
| Arbitri        | Jimmy Jett           |
| Arbitri        | Nick Patrick         |
| Intervistatori | Mary Hart            |
| Intervistatori | "Mean" Gene Okerlund |
| Intervistatori | Lee Marshall         |
| Annunciatori   | Michael Buffer       |
| Annunciatori   | David Penzer         |

## Conseguenze
Dopo l'evento, Scott Hall, Kevin Nash e Hulk Hogan (rinominatosi Hollywood Hogan), ora conosciuti come New World Order (nWo), continuarono il loro tentativo di conquista della WCW. Il 15 luglio 1996 durante WCW Monday Nitro, l'nWo attaccò Lex Luger e Big Bubba dopo il loro match. Il 29 luglio 1996 a WCW Monday Nitro, The Outsiders aggredirono Arn Anderson, The American Males (Marcus Alexander Bagwell & Scotty Riggs) e Rey Misterio Jr., prima di andarsene via in limousine. Al ppv Hog Wild, Hogan sconfisse The Giant conquistando il titolo WCW World Heavyweight Championship. Dopo la vittoria, scrisse sulla cintura con la vernice spray la sigla "NWO", per affermare il dominio assoluto della stable.
Il nWo divenne un capitolo importante nella storia della WCW e del wrestling. Lo stile e la natura del wrestling mainstream statunitense cambiò, con storyline che si fecero maggiormente realistiche e adulte. Se l'originale nWo terminò nel 1998, con altre incarnazioni la fazione proseguì in WCW fino al 2000. L'angle del nWo aiutò la WCW nella competizione con la rivale World Wrestling Federation (WWF), con Nitro che superò negli ascolti Monday Night Raw, il principale show della WWF, per 84 settimane consecutive.

## Curiosità
- Il turn heel di Hulk Hogan, passato alla storia, venne mantenuto segreto da lui ed Eric Bischoff fino allo svolgimento effettivo del segmento. Bischoff disse agli stessi Kevin Nash e Scott Hall di non essere sicuro che Hogan avrebbe accettato e la sera stessa del PPV disse ad Hogan di arrivare prima degli altri wrestlers e di restare nascosto fino alla fine, mentre Bischoff disse a Nash e Hall che, in caso Hogan non fosse venuto, il terzo uomo del New World Order sarebbe stato Sting.